# Devihalli, Arsikere
Devihalli là một làng thuộc tehsil Arsikere, huyện Hassan, bang Karnataka, Ấn Độ.